# Ластівка непальська
Ластівка непальська (Delichon nipalense) — вид перелітних горобцеподібних птахів родини ластівкових (Hirundinidae). Птах поширений в горах Південної Азії, де гніздиться на висоті 1000-4000 м над рівнем моря в долинах гірських річок та у вкритих лісом хребтах. Номінативний підвид D. n. nipalense мешкає в Гімалаяїх від Непалу до західної М'янми. Східний підвид D. n. cuttingi мешкає у М'янмі та В'єтнамі.
Дорослі птахи 13 см завдовжки, темного металево-блакитного кольору зверху, з білим хрестцем та нижніми частинами тіла. Від звичайної та азійської міських ластівок відрізняється чорним горлом, чорними нижніми частинами крил та прямокутніших мвостом. Молоді птахи тьмяніші, з сірими ніжніми частинами тіла та горлом. Це переважно мовчазні птахи, єдиним звуком є «чі-і», що видається в польоті.
Гніздиться на скелях невеликими колоніями, гнізда утворює під скельним навісом. Дуже рідко гніздиться на будівлях. Гніздо має вигляд глибокої півсфери з перемішаної зі слиною землею, вистилане травою та пір'ям. Відкладає 3-4 яйця, за шлюбний період встигає зробити дві кладки. Гніздо будують як самки, так і самці, обидва також висиджують яйця та доглядають за пташенятами.
Харчується цей птах комахами, яких ловить в повітрі.